# فرناندا اولیویرا
فرناندا اولیویرا (انگلیسی: Fernanda Oliveira؛ زادهٔ ۱۹ دسامبر ۱۹۸۰) قایقران قایق بادبانی اهل برزیل است.